# ژاله صامتی
ژاله صامتی (زادهٔ ۱۴ فروردین ۱۳۵۱) بازیگر اهل ایران است. او در رشتهٔ تئاتر از دانشکده هنرهای زیبای دانشگاه تهران فارغ‌تحصیل شد و فعالیت حرفه‌ای خود را در سال ۱۳۷۲ و با بازی در دت یعنی دختر آغاز کرد.
او برای نقش‌آفرینی در آخرین بار کی سحر را دیدی؟ (۱۳۹۴)، درخونگاه (۱۳۹۷)، و سرهنگ ثریا (۱۴۰۱) سه بار نامزد دریافت سیمرغ بلورین از جشنوارۀ فیلم فجر شده است. او همچنین برای درخونگاه و مجموعهٔ تلویزیونی زیرخاکی (۱۳۹۹–۱۴۰۳) برندهٔ جایزهٔ حافظ شد. صامتی در سال ۱۴۰۱ به‌عنوان داور در فصل سوم مسابقهٔ تلویزیونی عصر جدید حضور داشت.

## زندگی هنری

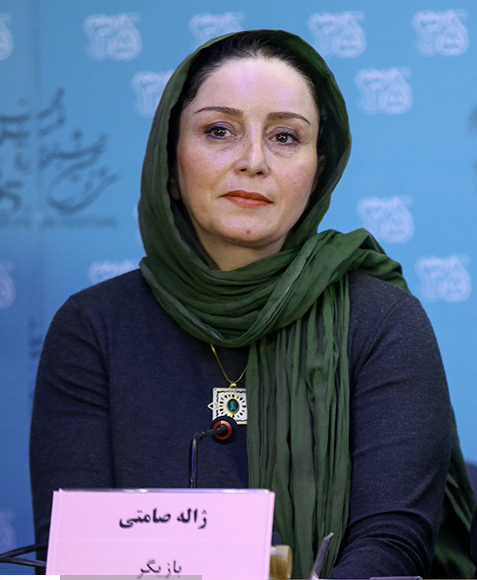
ژاله صامتی در سال ۱۳۹۵

ژاله صامتی در ۱۴ فروردین ۱۳۵۱ در تهران متولد شد. او در رشتهٔ تئاتر از دانشکده هنرهای زیبای دانشگاه تهران فارغ‌التحصیل شده و فعالیت هنری خود را با حضور کوتاهی در فیلم دت یعنی دختر (۱۳۷۲، ابوالفضل جلیلی) آغاز کرد و پس از آن در سال ۱۳۷۳ به عنوان بازیگر نقش اول فیلم دشت ارغوانی به کارگردانی نادر مقدس انتخاب شد.
او فعالیت حرفه‌ای خود را با بازی در فیلم‌های سایه به سایه، خفاش، آخرین نبرد، فرار مرگبار و مربای شیرین پی گرفت. وی همچنین در مجموعه‌های تلویزیونی متعددی از جمله یحیی و گلابتون، سرزمین ملائک، هتل، فکر پلید، مجتمع مسکونی فرخ و فرج، آژانس دوستی، این زمینی‌ها و زیرخاکی حضور داشته است. کارنامهٔ هنری او بیشتر در ژانر طنز است، اما نقش‌های جدی را هم تجربه کرده است، مانند بازی در فیلم شب اول هجده سالگی (۱۳۹۷) در نقش مادری رنج‌کشیده.

## فیلم‌شناسی

### سینمایی
| سال  | نام فیلم                  | کارگردان                       | نقش        |
| ---- | ------------------------- | ------------------------------ | ---------- |
| ۱۳۷۲ | دت یعنی دختر              | ابوالفضل جلیلی                 |            |
| ۱۳۷۳ | دشت ارغوانی               | نادر مقدس                      |            |
| ۱۳۷۴ | فرار مرگبار               | تورج منصوری                    |            |
| ۱۳۷۵ | سایه به سایه              | علی ژکان                       | رعنا       |
| ۱۳۷۵ | بالاتر از خطر             | سعید عالم‌زاده                  | میترا      |
| ۱۳۷۶ | خفاش                      | علی اصغر شادروان               |            |
| ۱۳۷۶ | آخرین نبرد                | حمید بهمنی                     |            |
| ۱۳۸۰ | مربای شیرین               | مرضیه برومند                   |            |
| ۱۳۸۳ | گیلانه                    | رخشان بنی‌اعتماد محسن عبدالوهاب | عاطفه      |
| ۱۳۸۵ | قاعده بازی                | احمدرضا معتمدی                 |            |
| ۱۳۸۶ | حیران                     | شالیزه عارف‌پور                 | مادر ماهی  |
| ۱۳۸۷ | رفیق بد                   | عباس احمدی مطلق                | ناهید      |
| ۱۳۸۷ | شیرین                     | عباس کیارستمی                  | ژاله صامتی |
| ۱۳۸۸ | نیش زنبور                 | حمیدرضا صلاحمند                |            |
| ۱۳۹۰ | ضد گلوله                  | مصطفی کیایی                    | فرخ        |
| ۱۳۹۳ | عصر یخبندان               | مصطفی کیایی                    | افسانه     |
| ۱۳۹۴ | آخرین بار کی سحر را دیدی؟ | فرزاد مؤتمن                    | طاهره      |
| ۱۳۹۴ | دراکولا                   | رضا عطاران                     | مژگان      |
| ۱۳۹۵ | ایستگاه اتمسفر            | مهدی جعفری                     |            |
| ۱۳۹۶ | در وجه حامل               | بهمن کامیار                    | مهری       |
| ۱۳۹۶ | درخونگاه                  | سیاوش اسعدی                    | طاووس      |
| ۱۳۹۶ | گلدن تایم                 | پوریا کاکاوند                  |            |
| ۱۳۹۷ | تگزاس ۲                   | سید مسعود اطیابی               | سوری       |
| ۱۳۹۷ | حمال طلا                  | تورج اصلانی                    |            |
| ۱۳۹۷ | شب اول هجده سالگی         | حامد تهرانی                    | رعنا       |
| ۱۳۹۸ | پسرکشی                    | محمدهادی کریمی                 |            |
| ۱۳۹۹ | حکم تجدیدنظر              | محمدامین کریم‌پور               |            |
| ۱۳۹۹ | شیشلیک                    | محمد حسین مهدویان              | عاطفه      |
| ۱۴۰۰ | غریزه                     | سیاوش اسعدی                    |            |
| ۱۴۰۱ | سرهنگ ثریا                | لیلی عاج                       | ثریا       |
| ۱۴۰۲ | تگزاس ۳                   | سید مسعود اطیابی               | سوری       |
| ۱۴۰۳ | آقای زالو                 | مهران احمدی                    |            |

### مجموعه تلویزیونی
| سال       | عنوان                        | نقش          | کارگردان                                                                                        |
| --------- | ---------------------------- | ------------ | ----------------------------------------------------------------------------------------------- |
| ۱۳۷۵      | یحیی و گلابتون               |              | اصغر آبگون                                                                                      |
| ۱۳۷۵      | سرزمین ملائک                 |              | علی غفاری                                                                                       |
| ۱۳۷۶      | کتیبه                        |              | ایرج کریمی                                                                                      |
| ۱۳۷۶      | فردا دیر است                 |              | حسن فتحی                                                                                        |
| ۱۳۷۷      | مجتمع مسکونی فرخ و فرج       |              | اصغر فرهادی                                                                                     |
| ۱۳۷۷      | فکر پلید                     |              | محسن شاه‌محمدی                                                                                   |
| ۱۳۷۸      | آژانس دوستی                  |              | احمد رمضان‌زاده، حمیدرضا صلاحمند، مجید جعفری شیرازی، احمد زینال‌زاده، فرامرز قریبیان و کاوه دژکام |
| ۱۳۷۸      | این زمینی‌ها                  |              | مسعود شاه‌محمدی                                                                                  |
| ۱۳۷۸      | هتل                          | بازیگر مهمان | مرضیه برومند                                                                                    |
| ۱۳۸۰      | کارآگاه شمسی و دستیارش مادام | بازیگر مهمان | مرضیه برومند                                                                                    |
| ۱۳۸۱      | نسیم رؤیا                    | بازیگر       | کاظم بلوچی                                                                                      |
| ۱۳۹۳      | چهار، سه، دو، یک             | داور         | حسین مروی                                                                                       |
| ۱۳۹۵      | خنداننده شو                  | داور         | رامبد جوان                                                                                      |
| ۱۳۹۶      | نفس                          | بازیگر       | جلیل سامان                                                                                      |
| ۱۳۹۸–۱۴۰۳ | زیرخاکی                      | بازیگر       | جلیل سامان                                                                                      |
| ۱۴۰۱      | عصر جدید                     | داور         | احسان علیخانی                                                                                   |

### نمایش خانگی
| سال  | عنوان             | کارگردان                  | نقش        |
| ---- | ----------------- | ------------------------- | ---------- |
| ۱۴۰۰ | تاک شو «پیشگو»    | رضا بهاروند، امین انتظاری | مهمان      |
| ۱۴۰۱ | شهرک کلیله و دمنه | مرضیه برومند              | گوینده     |
| ۱۴۰۲ | سیاه‌چاله          | حسین نمازی                | بازیگر     |
| ۱۴۰۲ | مهمونی            | ایرج طهماسب               | مهمان      |
| ۱۴۰۲ | تاک شو «طناز»     | کمال تبریزی               | مهمان      |
| ۱۴۰۳ | جوکر۲             | احسان علیخانی             | شرکت کننده |
| ۱۴۰۳ | قهوه پدری         | مهران مدیری               | بازیگر     |

### تئاتر
- عاشقانه‌های خیابان، کارگردان:شهرام گیل آبادی ۱۳۹۹، تماشاخانه ایرانشهر
- عاشقانه‌ها، کارگردان :شهرام گیل آبادی ۱۴۰۱، تماشاخانه شهرزاد

## جوایز
| سال  | جشنواره                                           | بخش                       | نام اثر                   | نتیجه    | جایزه         | منبع        |
| ---- | ------------------------------------------------- | ------------------------- | ------------------------- | -------- | ------------- | ----------- |
| ۱۳۸۷ | جشنواره سینمای کمدی گل‌آقا                         | بهترین کمدین زن           | رفیق بد                   | برنده    |               | [ ۴ ] [ ۵ ] |
| ۱۳۸۹ | چهاردهمین جشن سینمای ایران                        | بهترین بازیگر نقش مکمل زن | حیران                     | نامزدشده | تندیس زرین    | [ ۶ ]       |
| ۱۳۹۱ | ششمین جشن انجمن منتقدان و نویسندگان سینمایی ایران | بهترین بازیگر نقش مکمل زن | ضدگلوله                   | نامزدشده | تندیس جشنواره | [ ۷ ]       |
| ۱۳۹۳ | چهاردهمین جشن حافظ                                | بهترین بازیگر زن          | ضدگلوله                   | نامزدشده | تندیس حافظ    | [ ۸ ]       |
| ۱۳۹۴ | سی و چهارمین جشنواره فیلم فجر                     | بهترین بازیگر نقش مکمل زن | آخرین بار کی سحر را دیدی؟ | نامزدشده | سیمرغ بلورین  | [ ۹ ]       |
| ۱۳۹۶ | هفدهمین جشن حافظ                                  | بهترین بازیگر زن          | دراکولا                   | نامزدشده | تندیس حافظ    | [ ۱۰ ]      |
| ۱۳۹۷ | سی و هفتمین جشنواره فیلم فجر                      | بهترین بازیگر نقش اول زن  | درخونگاه                  | نامزدشده | سیمرغ بلورین  | [ ۱۱ ]      |
| ۱۳۹۸ | جایزه حافظ                                        | بهترین بازیگر زن          | در وجه حامل               | نامزدشده | تندیس حافظ    | [ ۱۲ ]      |
| ۱۳۹۸ | جشنواره بین‌المللی فیلم شهر                        | بهترین بازیگر زن          | در وجه حامل               | برنده    |               | [ ۱۳ ]      |
| ۱۳۹۹ | جایزه حافظ                                        | بهترین بازیگر زن          | درخونگاه                  | برنده    | تندیس حافظ    | [ ۱۴ ]      |
| ۱۴۰۰ | جایزه حافظ                                        | بهترین بازیگر زن کمدی     | زیرخاکی                   | برنده    | تندیس حافظ    | [ ۱۴ ]      |